# Bezsmertnovite
La bezsmertnovite, moins souvent la bessmertnovite (russe : Безсмертновит) est un minéral supergène très rare de la classe des sulfures, de composition complexe : plumbotellurure mixte d'or, de cuivre, de fer, d'argent du groupe de la bilibinskite avec la formule de calcul Au4Cu(Te,Pb).
Découverte en 1978 sur le gisement d'or d'Aginskoe (Kamtchatka central), la bezsmertnovite se distingue de tous les autres minéraux par sa saturation et sa pureté de couleur (jaune-orange) inhabituellement élevées, surpassant même l'or. En 1979, le nouveau minéral a été nommé en l'honneur du couple marié de célèbres minéralogistes moscovites : Vladimir et Marianna Bezsmertnaya. Les co-auteurs de la découverte étaient deux scientifiques moscovites, le géologue Ernst Spiridonov et la minéralogiste Tatiana Chvileva.

## Histoire et nom de la découverte
Le gisement d'or d'Aginskoe (Kamchatka central, district de Bystrinsky) a été découvert en 1964 et n'a pas été immédiatement inclus dans le plan de développement industriel. Dans le cadre des travaux de prospection et d'exploration menés de 1973 à 1985, des groupes de géologues et de minéralogistes de toute l'Union soviétique ont travaillé dans la région. Au cours des recherches sur le gisement, plusieurs minéraux jusqu'alors inconnus de composition complexe ont été découverts et enregistrés, dont un nouveau et inhabituel plumbotellurure de structure avec une très forte teneur en or, découvert pour la première fois en 1978 et l'année suivante, appelé bezsmertnovite.
Le nom international du minéral reproduit l'ancienne transcription (en slavon) du mot « bessmértie » (russe : бессмертие, immortalité), qui a cessé d'être une norme grammaticale au XIXe siècle, mais qui a été conservée dans diverses formations linguistiques des temps anciens. En particulier, l'orthographe « bezsmértie » (russe : безсмертие) a été conservée dans le corpus des anciens noms de famille russes, dont l'orthographe n'a pas été mise à jour ni dans la version ukrainienne moderne. C'est ainsi que le nouveau minéral a reçu un nom inhabituel (inhabituel même pour la langue russe), donné en l'honneur d'un couple marié composé d'un minéralogiste moscovite faisant autorité, d'un employé de premier plan de l'IMGRE et d'un spécialiste dans le domaine des tellurures naturels, Marianna Bezsmertnaya (1915-1991) et son mari, Vladimir Bezsmertny (1912-2002), spécialiste dans le domaine de la géologie des gisements de minerai. De plus, c’est Marianna Bezsmertnaya qui a insisté pour que le nom de son mari soit inclus dans la liste de nomination du minéral bezsmertnovite, se considérant comme faisant partie du tandem scientifique familial. C’était sa seule demande (une condition importante) à Tatiana Chvileva et Ernst Spiridonov lors de la nomination du minéral à l’approbation de la commission de l’Académie des sciences et du ministère de la Géologie de l’URSS en 1979. Sinon, elle n’a pas donné son consentement à un tel nom pour le minéral:294.
Au début, visuellement classé comme un composé intermétallique naturel de l'or, le minéral a presque immédiatement suscité des discussions scientifiques, accompagnées d'une série d'études spectrales et radiographiques:1258–59. Dans la version finale, le minéral a été classé comme une classe complexe de plumbotellurures.
Des échantillons typiques de bezsmertnovite se trouvent dans la collection de l'Institut de minéralogie, de géochimie et de chimie cristalline des éléments rares et dans le musée minéralogique Fersman.

## Propriétés
La bezsmertnovite est un grain oblong lamellaire de forme irrégulière dont la taille ne dépasse pas 0,2 × 0,05 mm. En lumière réfléchie et au microscope, le minéral ressemble à l'or et a une couleur jaune-orange très brillante, bien qu'il ait une réflectivité plus faible. Anisotrope dans des tons gris neutres.
Une caractéristique optique distinctive des nouveaux minéraux du groupe des plumbotellurures bilibinskite, en particulier la bezsmertnovite, est la saturation et la pureté de couleur extrêmement élevées. Jusqu'alors, les valeurs les plus élevées pour ce paramètre n'étaient caractérisées que par l'or, qui avait un indicateur p = 48 %, par rapport à la source de lumière blanche. Cependant, l'indicateur similaire pour la bezsmertnovite est significativement plus élevé que celui de l'or (p = 62 %):146.
Le minéral est opaque, a un fort éclat métallique et une teinte orange, rappelant l'or cuivreux. La saturation de couleur extrêmement élevée de la bezsmertnovite est considérée comme la plus élevée de tous les minéraux connus.
En lumière réfléchie, la bezsmertnovite est semblable à l'or, grâce à quoi elle est facilement détectée parmi les agrégats de bilibinskite, de bogdanovite et d'autres minéraux du groupe : c'est le plus clair d'entre eux, a une riche couleur jaune orangé, et dans les polariseurs croisés, elle est faiblement anisotrope dans les tons gris:147. Le minéral a une conductivité électrique métallique:113.

## Formation minérale
La bezsmertnovite a été trouvée dans un gisement volcanogène à prédominance de tellurures d'or dans les zones supergènes. En règle générale, on la trouve en association avec deux autres minéraux de son groupe : la bilibinskite et la bogdanovite, parfois sous forme de rebords ou d'inclusions dans des grains d'or natif, et on la trouve également avec la rickardite et d'autres tellurites.
Les plumbotellurures et les stibioplumbotellurures Au – Cu (Ag) – Fe se développent dans la croûte d'altération (dans la zone de cimentation) des gisements de tellurures d'or. La bilibinskite, la bogdanovite et la bezsmertnovite contiennent respectivement environ 50, 65 et 75 % en masse d'or. Macroscopiquement, elles ressemblent à la bornite. La dureté de ces minéraux est sensiblement supérieure à celle de l'or natif. Dans les zones supergènes, les minéraux du groupe remplacent la kostovite hypogène, la krennerite, la sylvanite, la nagyágite et l'altaite. À leur tour, les plumbotellurures d'or ne sont pas stables dans les zones d'oxydation ; elles sont remplacées par de l'or festonné fin et des tellurites Cu, Pb, Fe:145.

## Occurrence
La bezsmertnovite est un minéral très rare qui s'est formé dans les zones d'altération des tellurures d'or. La localité type est la péninsule du Kamchatka (gisement aurifère d'Aginskoe) dans l'Extrême-Orient russe, où le minéral a été découvert en 1978. Dans les années 1990, la bezsmertnovite a été trouvée dans des conditions de minéralisation similaires dans plusieurs gisements de tellurures d'or situés dans le monde. Les plus célèbres d'entre eux : Manka (district de Kurshim, région du Kazakhstan oriental), deux gisements dans la province du Shandong (nord-est de la Chine) ; Plavica-Zlatica (Macédoine du Nord) et Trixie (Utah). Il existe également des données sur les dernières découvertes de bezsmertnovite dans le gisement de Priozernoye (nord de l'Oural):17.